# Embidobia barbarika
Embidobia barbarika (лат.) — вид наездников рода Embidobia из семейства сцелиониды (Scelioninae, или Platygastridae, по другим классификациям). 

## Этимология
Видовой эпитет относится к Барбарике (Barbarika), малоизвестному, непобедимому воину из индуистского эпоса Махабхарата, которого бог Кришна убедил воздержаться от участия в войне между двоюродными братьями Куру на Курукшетре.

## Распространение
Южная Азия: Индия.

## Описание
Мелкие перепончатокрылые насекомые. Длина компактного тела около 1 мм. Голова, мезосома и метасома желтые, за исключением коричнево-черного метаскутеллума; усики частично (радикль, A1, A3—A7) желто-коричневые, остальные антенномеры черно-коричневые; ноги желто-коричневые. Embidobia barbarika близок к Embidobia procera, но отличается от него коротким, широким интерантеннальным отростком и непрерывными и удлинёнными килями на верхних частях лба, тогда как у E. procera интерантеннальный отросток удлинённый и узкий, а кили на верхних частях лба короткие и косые. Усики самок 11-члениковые с 4 сегментной булавой (самцы неизвестны, но у самцов известных видов усики состоят из 12 сегментов). Глаза крупные с густыми волосками. Метасома с хорошо развитым субмаргинальным гребнем. Нижнечелюстные щупики 4-члениковые, нижнегубные — состоят из 2 сегментов. Предположительно, как и близкие виды, паразитоиды яиц эмбий.